# Heliocentrisk bana

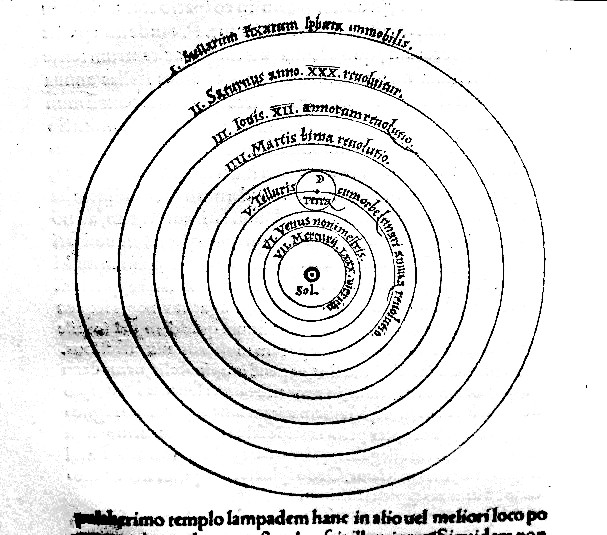
Ett heliocentriskt solsystem som föreslaget av Nicolaus Copernicus

Heliocentrisk betyder med solen i centrum.
En himlakropp sägs ha en heliocentrisk bana om den i huvudsak kretsar kring solen och inte kring någon annan himlakropp. Exempel är alla planeter, asteroider och kometer i vårt solsystem. Månen däremot rör sig kring jorden och månens bana är därför en geocentrisk bana. Andra himlakroppar rör sig varken runt solen eller runt jorden, till exempel andra stjärnor/solar och månar kring andra planeter.
En himlakropps heliocentriska position är himlakroppens position i förhållande till solen. Om positionen ges i förhållande till jorden kallas den positionen himlakroppens geocentriska position.